# Moritz Haubold von Schönberg
Moritz Haubold von Schönberg (* 22. September 1770 in Geußnitz; † 18. April 1860 in Groß Krauschen) war Oberpräsident der preußischen Provinzen Schlesien und Pommern.

## Herkunft
Er stammte aus der sächsischen Adelsfamilie von Schönberg und war der Sohn von Carl Haubold von Schönberg (* 1731; † 17. Dezember 1790) auf Geußnitz und dessen Ehefrau Johanna Wilhelmina von Schönfeld (* 26. September 1739).

## Leben und Werk
Moritz Haubold von Schönberg war von 1816 bis 1822 erster Regierungspräsident im Regierungsbezirk Merseburg mit Amtssitz in Merseburg (Provinz Sachsen). Von 1824 bis 1825 amtierte er als Oberpräsident der Provinz Schlesien in Breslau und war danach Zweiter Direktor im preußischen Ministerium für Auswärtige Angelegenheiten.
Im Jahre 1831 wurde er zum Oberpräsidenten der Provinz Pommern in Stettin berufen. In demselben Jahr erhielt von Schönberg die Ernennung als Wirklicher Geheimer Rat mit dem Prädikat Exzellenz. Er amtierte bis zum Jahre 1835.

## Familie
Am 21. Dezember 1807 heiratet er Gräfin Luise zu Stolberg-Wernigerode. Aus dieser Ehe ging einzig die Tochter Auguste (1808–1864) hervor, die 1828 Magnus Graf von Schlieffen (1796–1864) heiratete. Sein Enkel war der spätere Generalfeldmarschall Alfred Graf von Schlieffen.
Die Linie Geußnitz ist mit dem Tod von Moritz Haubold von Schönberg erloschen.

## Ehrungen
- Ritter des Roten Adlerordens 2. Klasse mit Stern und Eichenlaub
- Großkreuz des Civil-Verdienst-Ordens der Baierischen Krone
- Ritter des russischen St. Wladimirs-Ordens 4. Klasse
- Großkreuz des Großherzoglich-Sachsen-Weimarschen Falkenordens
- Ritter des Würtembergischen Friedrichs-Ordens